# Gargara grisea
Gargara grisea är en insektsart som beskrevs av William D. Funkhouser. Gargara grisea ingår i släktet Gargara och familjen hornstritar. Inga underarter finns listade i Catalogue of Life.